# Nikolaus Semlitsch
Nikolaus Semlitsch (* 27. November 1946), genannt Niko, ist ein ehemaliger deutscher Fußballspieler und heutiger Trainer.

## Laufbahn
Niko Semlitsch begann mit dem Fußballspielen bei seinem Heimatverein FSV Steinbach, dem heutigen FSV Fernwald, als 17-Jähriger stand er das erste Mal in einem Seniorenspiel für den A-Ligisten auf dem Platz. Anlässlich eines Kreisauswahlspiels im Juni 1969 gegen Kickers Offenbach überzeugte Semlitsch den damaligen OFC-Trainer Paul Oßwald derart, dass er ein Vertragsangebot bekam. Seine Vereine als Profi waren von 1970 bis 1974 Kickers Offenbach (79 Spiele, 6 Tore) und von 1974 bis 1978 der 1. FC Saarbrücken (65 Spiele, 5 Tore). Im Saarbrücker Trikot erzielte er am 2. August 1974 im Spiel gegen den SV Darmstadt 98 das erste Tor der 2. Bundesliga.
Von 1970 bis 1972 wurde Semlitsch zwölfmal in der Amateur-Nationalmannschaft eingesetzt.
Seine Trainerlaufbahn begann Semlitsch beim TuSpo Ziegenhain. Es folgten Stationen bei den Oberligisten Eintracht Haiger und FC 08 Villingen sowie in der 2. Bundesliga bei Kickers Offenbach und dem 1. FC Schweinfurt 05. Es folgten weitere Trainergastspiele bei der SG Höchst, SC Neukirchen, SpVgg Bad Homburg, SG Egelsbach und KSV Klein-Karben. Bis zum Sommer 2004 war er Teil des Trainerstabs des FSV Frankfurt. Ein Herzinfarkt am 30. März 2004 im Training bedeutete das vorläufige Ende seiner Trainerlaufbahn. Nach seiner Genesung wurde er in die sportliche Leitung beim FSV Frankfurt eingebunden. Ab April 2006 war er Sportlicher Leiter des FSV Fernwald. Bei seinem Heimatverein übte er von Oktober 2007 bis September 2009 zudem das Amt des Trainers aus. Nikolaus Semlitsch war von September 2010 bis November 2014 Trainer beim FC Turabdin-Babylon Pohlheim. Ab November 2014 trainierte er den VfB Gießen. Nach Ende der Saison 2014/15 beendete er seine Trainerkarriere. Mit dem VfB 1900 Gießen hatte er noch das Hessenpokal-Finale beim KSV Hessen Kassel erreicht, dort jedoch vor über 6.000 Zuschauern knapp mit 2:1 verloren.
Semlitsch ist pensionierter Postbeamter und lebt auch heute noch in Steinbach, einem Ortsteil von Fernwald.